# Suzanne Beeh-Lustenberger
Suzanne Beeh-Lustenberger, geb. Lustenberger (* 23. Juli 1932; † 15. Dezember 2022 in Darmstadt), war eine deutsche Kunsthistorikerin und Museumsdirektorin.
1959 wurde sie an der Universität Bonn mit einer Arbeit über den Ulmer Maler Martin Schaffner promoviert. Von 1997 bis 2000 war sie Direktorin des neu gegründeten Deutschen Glasmalerei-Museums in Linnich. 
Beeh-Lustenberger erstellte mehrere Bestandskataloge deutscher Glasmalerei-Sammlungen und publizierte intensiv zu mittelalterlicher, aber auch zeitgenössischer Glasmalerei.
Verheiratet war sie mit Kunsthistoriker und Museumsdirektor Wolfgang Beeh.

## Veröffentlichungen (Auswahl)
- Martin Schaffner. Maler zu Ulm. Ulm 1959.
- Glasgemälde aus Frankfurter Sammlungen. Frankfurt am Main 1965.
- Die Illustrationen des Naumburger Saalbuches von 1514. In: Hanauer Geschichtsblätter. 1966, S. 273–286.
- Glasmalerei um 800–1900 im Hessischen Landesmuseum Darmstadt. 2 Bände. Hanau 1973.
- Das Bibelfenster in Mönchengladbach. In: Johannes Cladders, Hans van der Grinten: Die Abtei Gladbach 974–1802. Ausstellungskatalog. Mönchengladbach 1974, S. 58–62.
- Beobachtungen zur Farbe Blau in der Glasmalerei. In: Hans Gercke: Blau. Farbe der Ferne. Ausstellungskatalog. Heidelberg 1995, S. 131–139.
- Grabdenkmäler. In: Thomas Ludwig u. a. (Hrsg.): Die Einhards-Basilika in Steinbach bei Michelstadt im Odenwald. Mainz 1996, S. 271–278.
- Günter Grohs und Glas. In: Alte und neue Kunst. Band 39, 1999, S. 45–53.
- mit Wolfgang Lukassek: Neue Fenster in St. Nikolaus, Erfurt-Melchendorf, von Tobias Kammerer. In: Das Münster. Zeitschrift für christliche Kunst und Kunstwissenschaft. Band 52, 1999,  S. 265–269.
- Capter la lumière. Femmes artistes-verriers du XXIe siècle. Ausstellungskatalog. Chartres 2008.
- Stelen und andere Arbeiten. In: Raphael Seitz. Licht, Raum, Farbe. Ausstellungskatalog. Schnell & Steiner, Regensburg 2009, S. 18–26.